# Wolfenbüttel
Wolfenbüttel je město v Německu, ve spolkové zemi Dolní Sasko. Leží na řece Oker, asi 12 km jižně od Braunschweigu. Město má asi 52 tisíc obyvatel a rozkládá se na ploše 7860 ha. Je sídlem luterského biskupa a několika škol. Také se zde vyrábí bylinný likér Jägermeister.

## Historie
Osada vznikla někdy v 10. století, když si saský sedlák Wulferi zřídil sídlo při brodu přes řeku Ocker. Na frekventované cestě, spojující přes Braunschweig, Halberstadt, Hildesheim a Lipsko Rýn a Labe, brzy vyrostlo živé město s vodním hradem. Kolem roku 1430 se město stalo residencí brunšvických hrabat a kolem 1500 bylo obehnáno hradbou. 1542 je zničili vojáci protestantského Šmalkaldského spolku. Při obnově vznikla nová předměstí a Holanďan Hans Vredeman de Vries založil okolo města systém kanálů, jejichž stopy jsou dodnes patrné (Malé Benátky). Roku 1570 dostal Wolfenbüttel tržní právo, 1572 byla založena hraběcí knihovna, kde jako knihovníci sloužili Gottfried Wilhelm Leibniz (1690 až 1716) a Gotthold Ephraim Lessing (1770 až 1781), který zde napsal své nejznámější dílo o moudrém Nathanovi. Knihovna dnes nese název Herzog August Bibliothek (Knihovna vévody Augusta) a je významným mezinárodním badatelským centrem v oboru historických věd. Má rozsáhlé fondy rukopisů (např. Wolfenbüttelský kodex) a starých tisků, včetně množství bohemik (např. jediný dochovaný spis Jana Jessenia Proti tyranům ).

## Doprava
Wolfenbüttel leží na dálnici A 395 a je přes spolkovou silnici B 79 připojen na dálnici A 39. V blízkosti města probíhá i silnice B 4.
- Místní dopravu obstarává 9 autobusových linek.
- Železniční připojení vzniklo už v roce 1838, nádraží Wolfenbüttel leží na tratích Braunschweig–Bad Harzburg a Braunschweig–Schöppenstedt.
- Od roku 2013 má město přímé spojení dálkovými autobusy například do Berlína, Drážďan, Hamburku a Rostocku.
- Nejbližší mezinárodní letiště je v 80 km vzdáleném Hannoveru.

## Pamětihodnosti
Za druhé světové války bylo město málo poškozeno a zachovalo si historický ráz s mnoha hrázděnými domy.
- Z barokního opevnění se zachovaly čtyři bastiony z devíti.
- Zámek byl opakovaně přestavován a na minulost Wolfenbüttelu jako posádkového města upomíná velká zbrojnice a dvě jízdárny.
- Luterský kostel P. Marie z let 1608-1624 je trojlodní halová stavba v přechodném slohu s výraznými gotickými prvky a jednou věží v průčelí.
- Barokní kostel sv. Trojice vznikl přestavbou bývalé brány a i když dvakrát vyhořel, je i současná stavba z poloviny 18. století uvnitř zčásti ze dřeva a sádry.

### Galerie

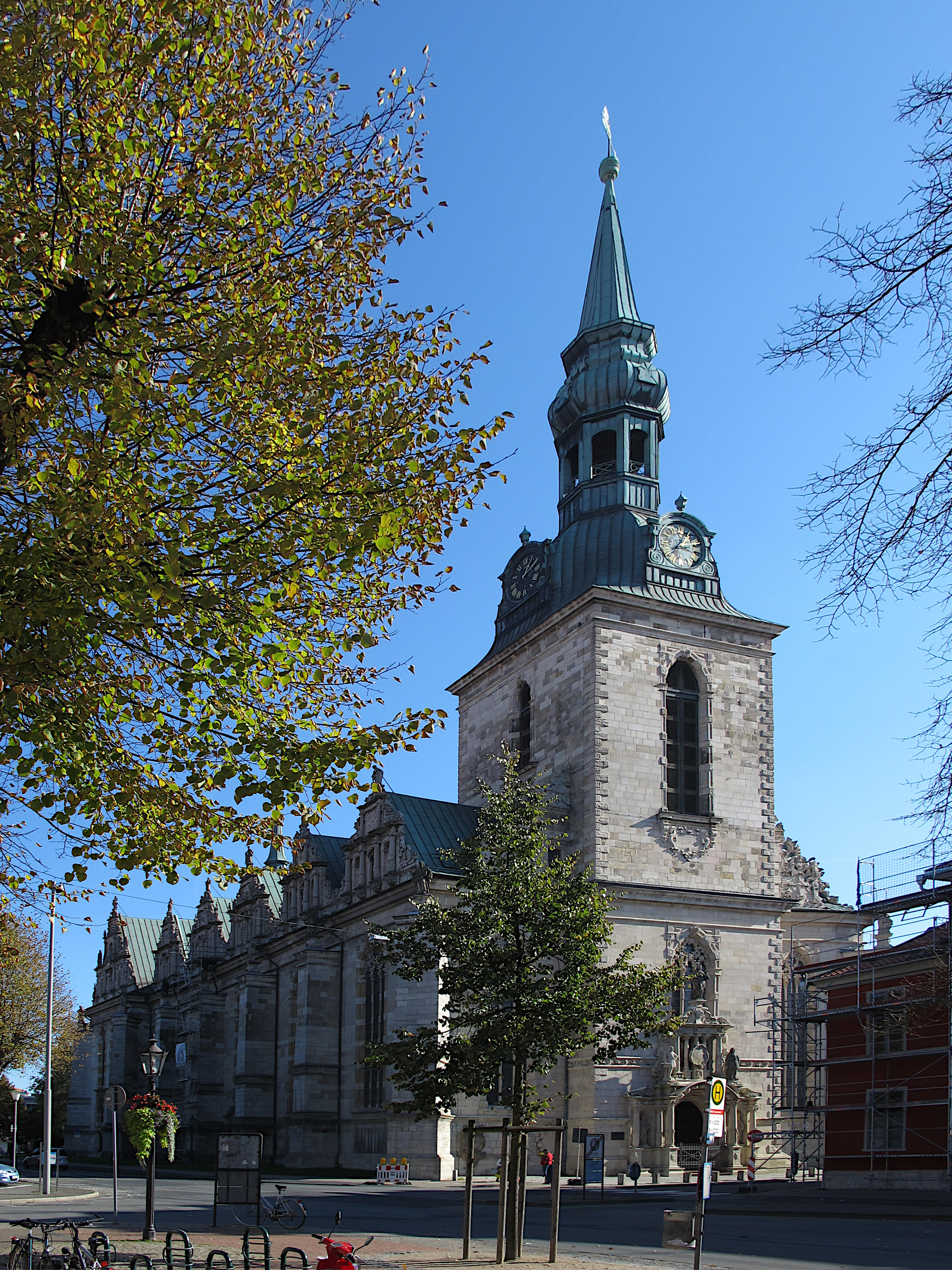
Kostel P. Marie (BMV)
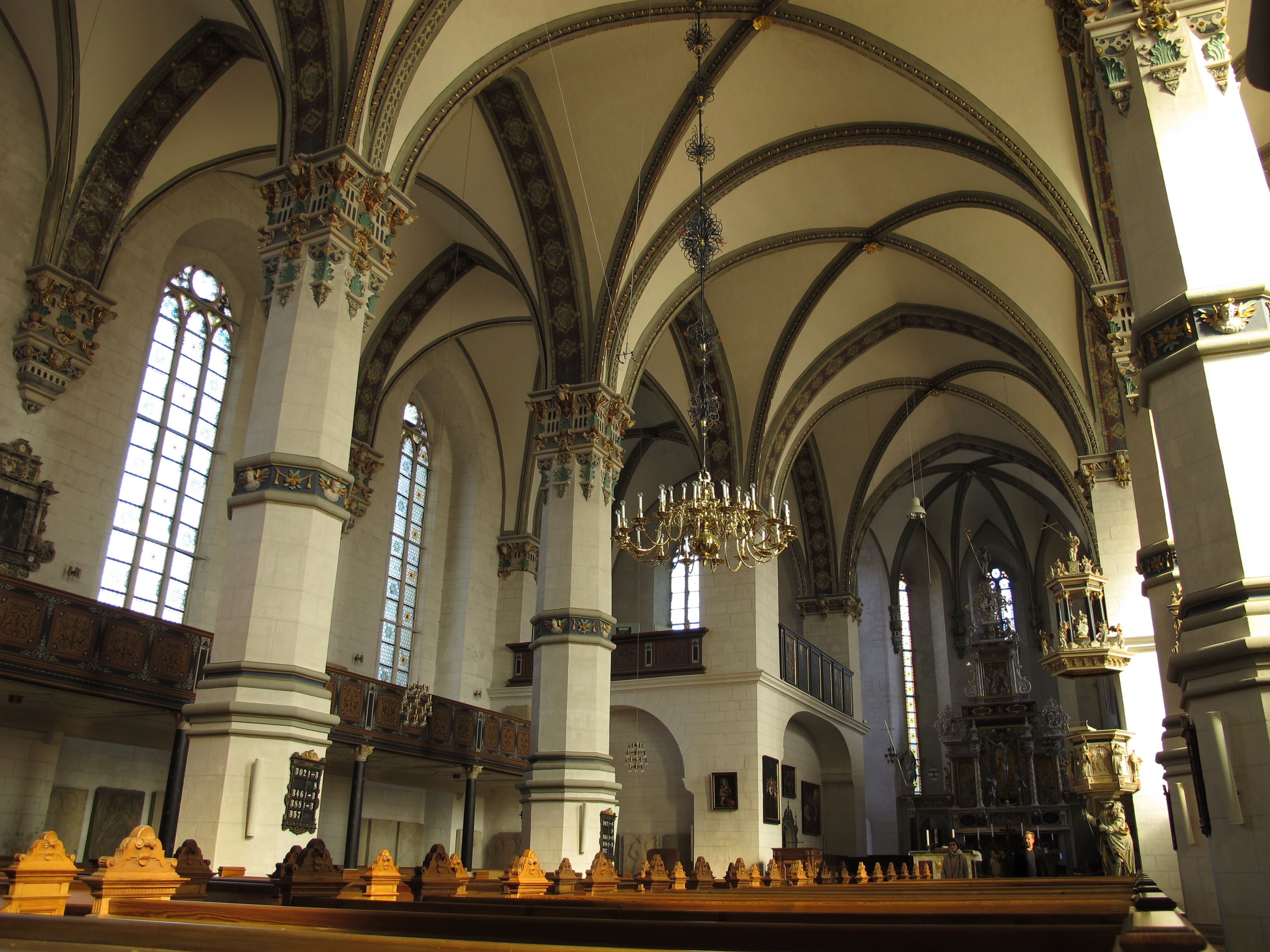
vnitřek
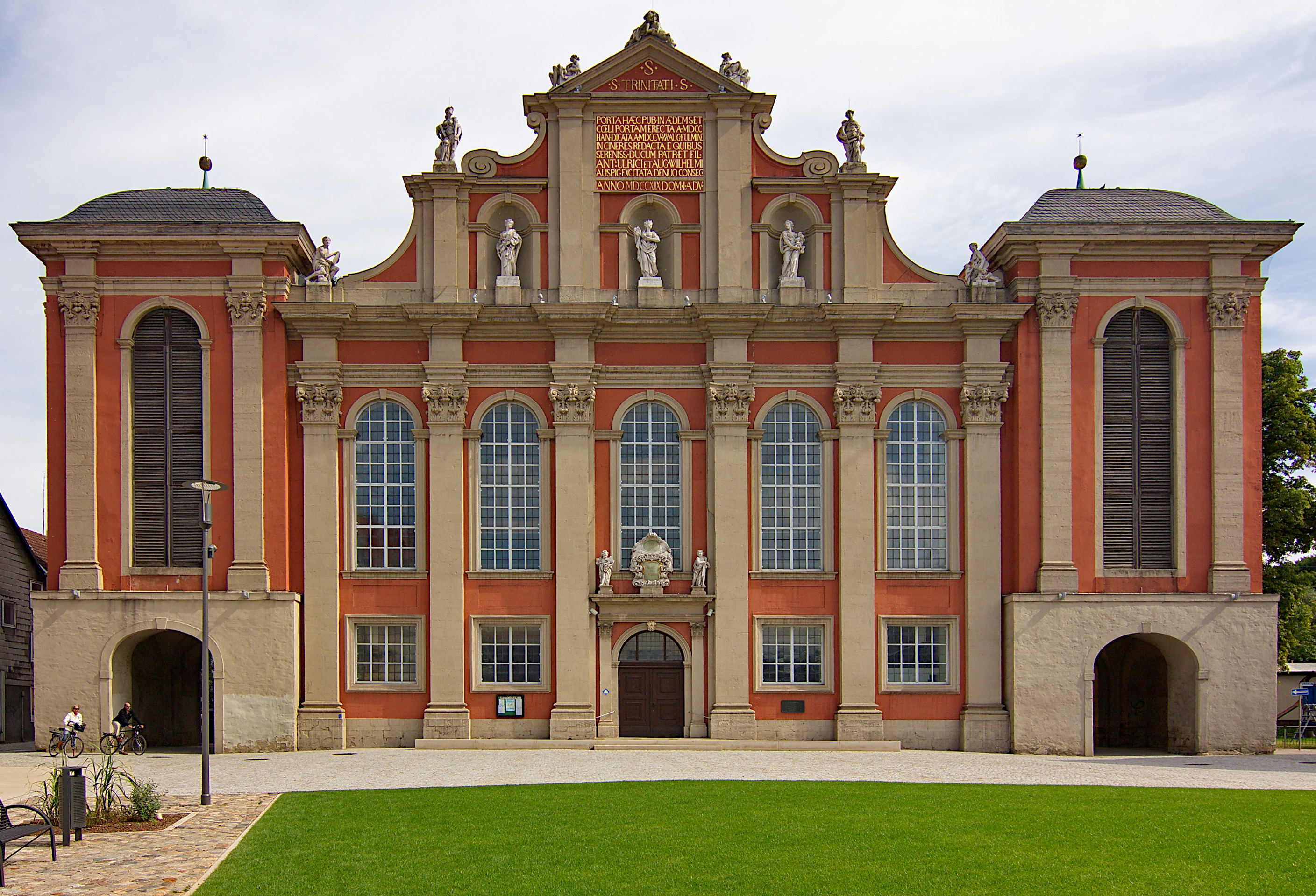
Kostel Nejsvětější Trojice
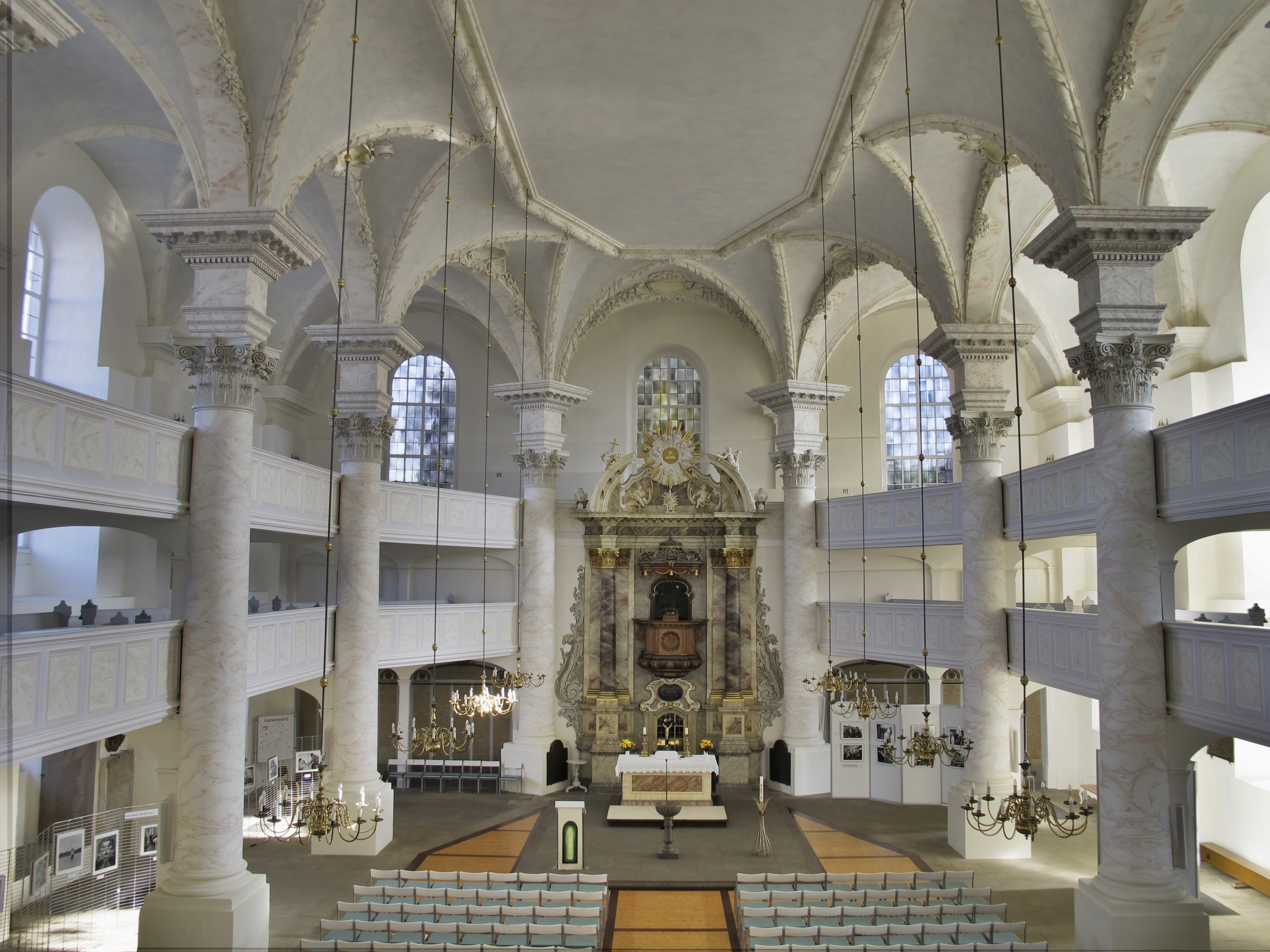
vnitřek
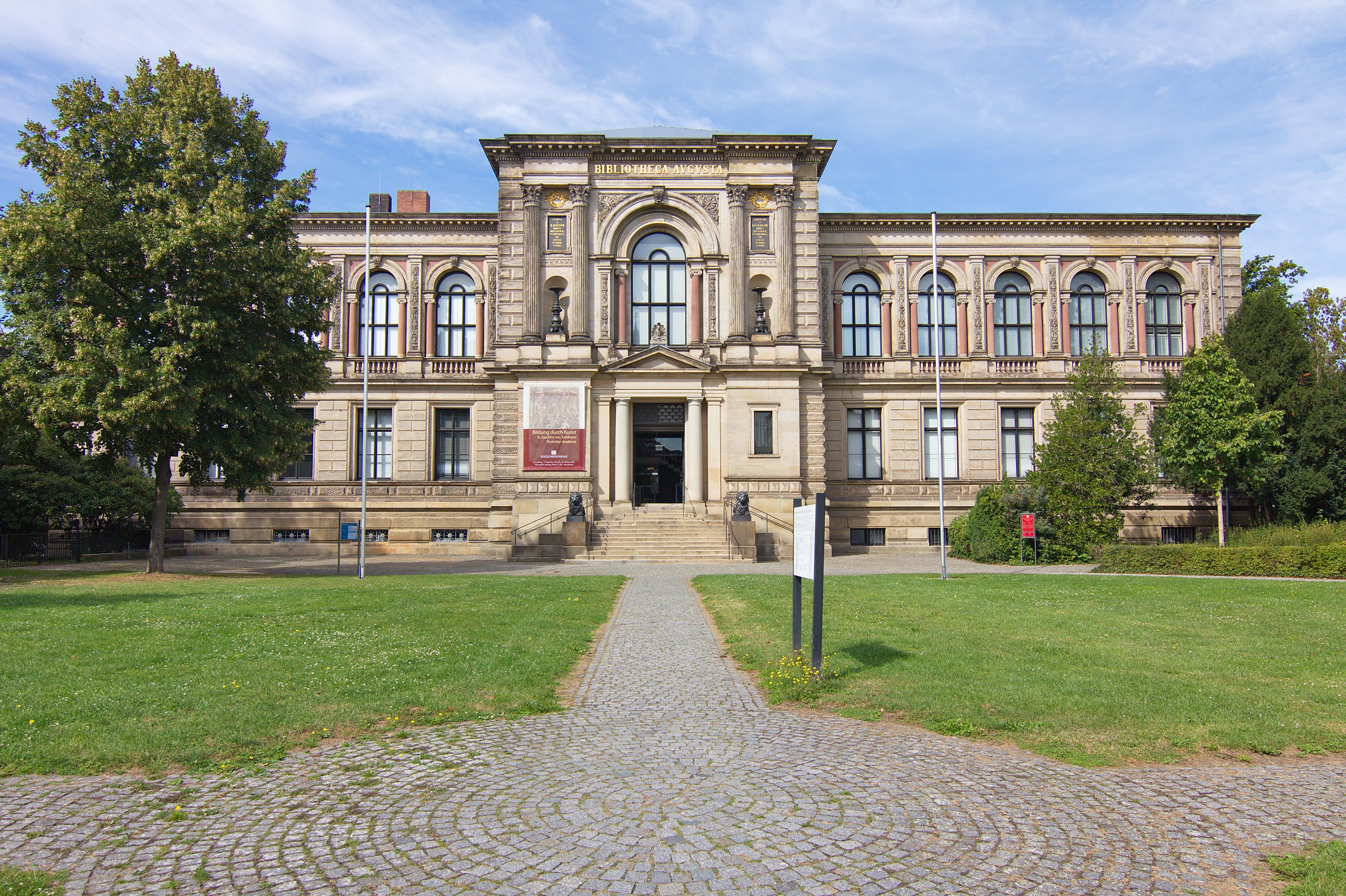
Knihovna vévody Augusta
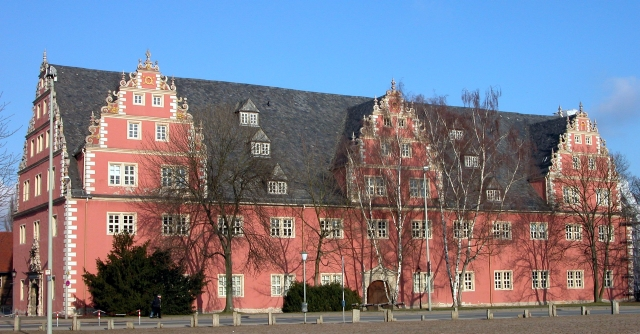
Knihovna vévody Augusta - bývalá zbrojnice
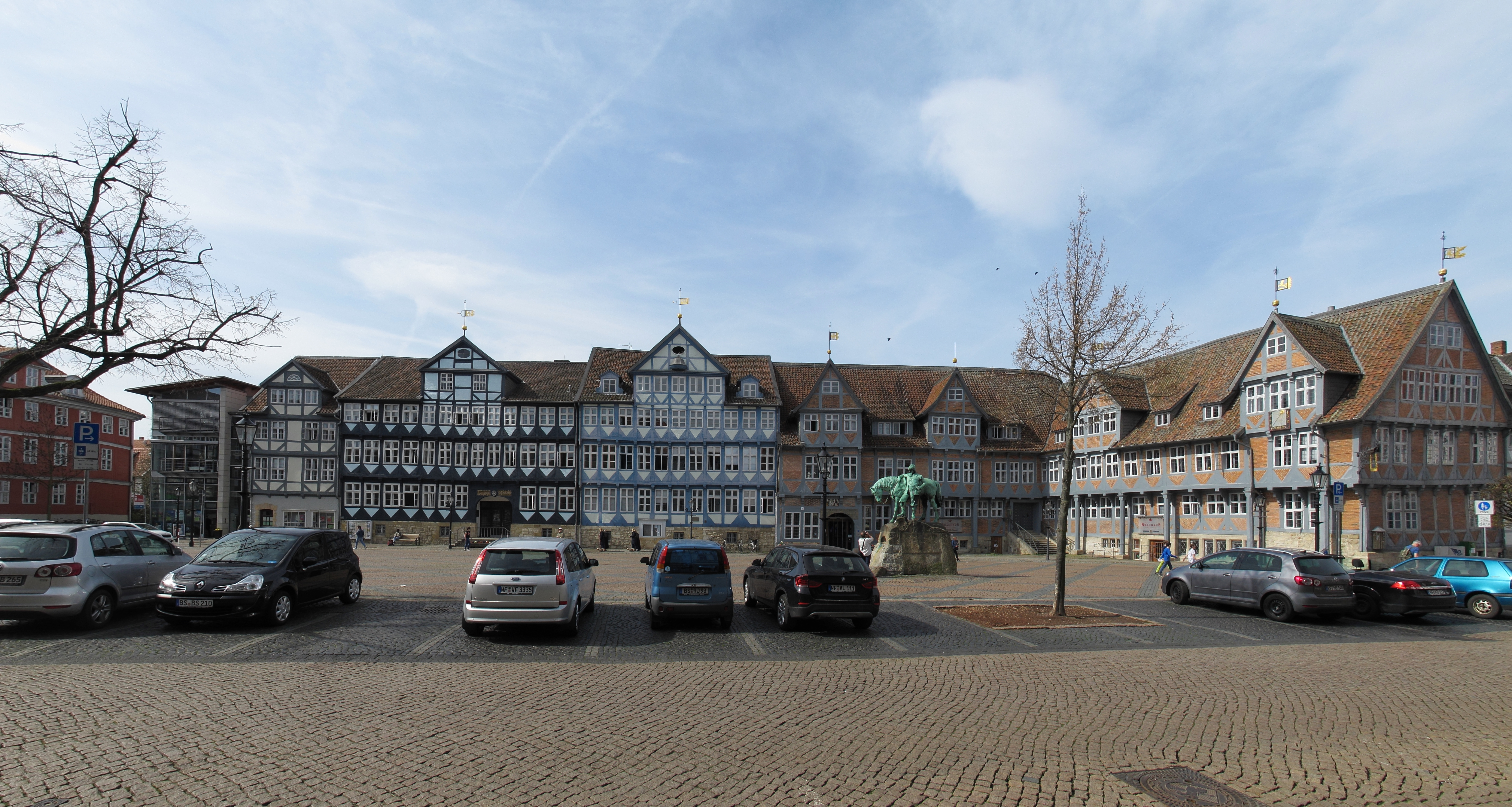
Náměstí
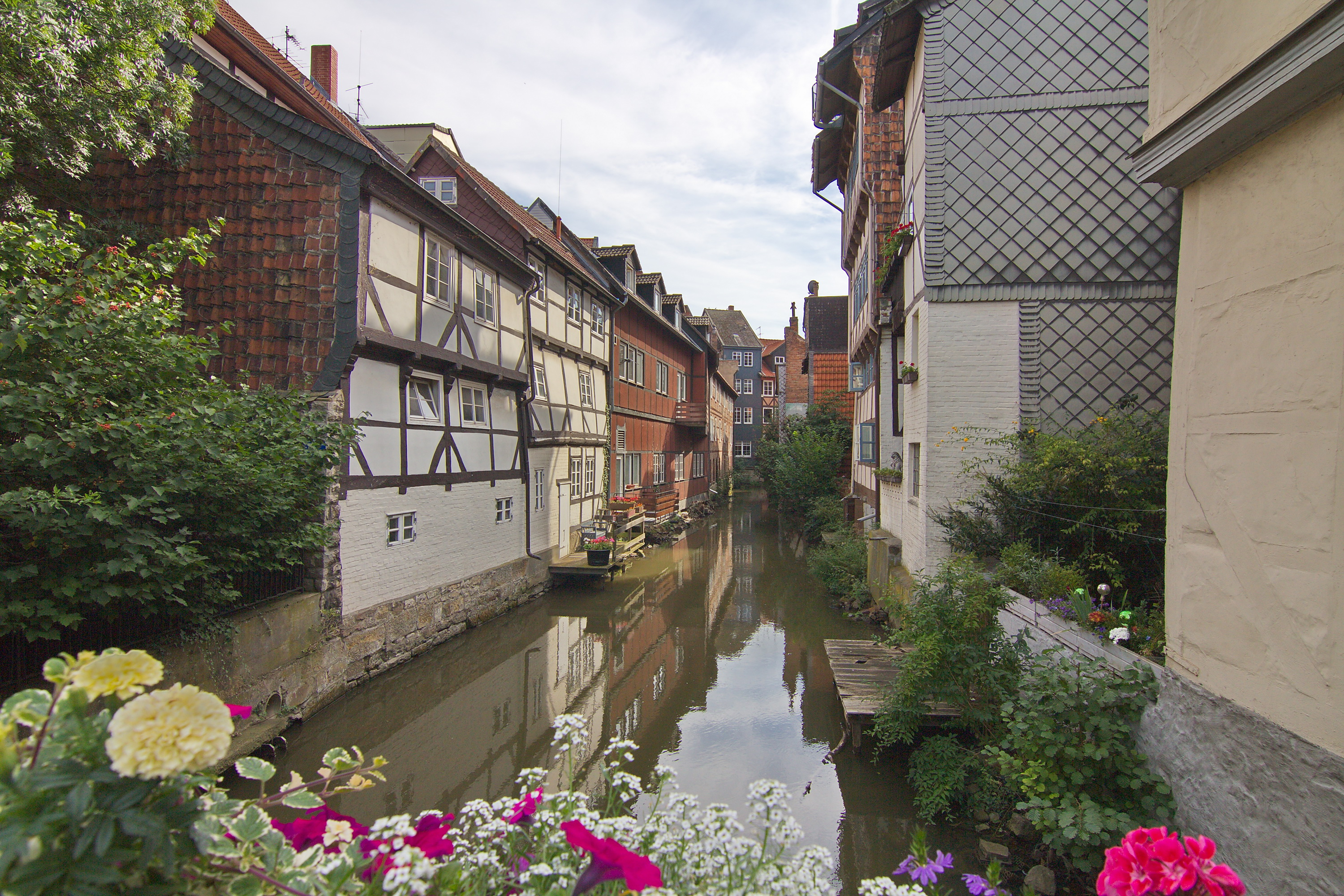
Malé Benátky
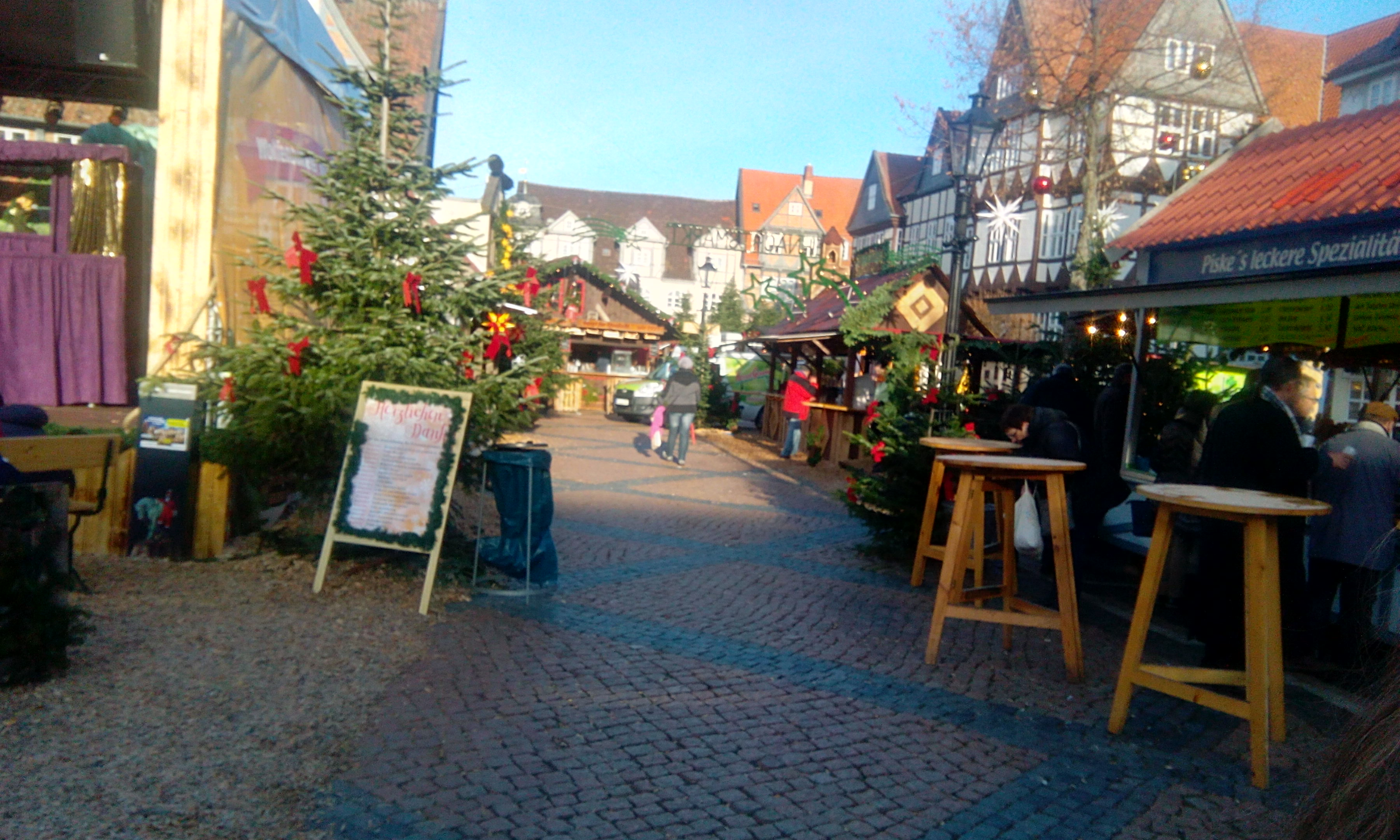
Vánoční trhy